# Grant Sullivan
Grant Sullivan (30 de junio de 1924 – 31 de mayo de 2011) fue un actor televisivo de nacionalidad estadounidense, conocido por su papel de Brett Clark en la series Pony Express, emitida entre 1959 y 1960.

## Biografía
Nacido en Fremont, Nebraska, su verdadero nombre era Jerry Schulz. Criado en el sur de California, estudió en escuelas de Long Beach y Anaheim. Sullivan sirvió en la Armada de los Estados Unidos durante la Segunda Guerra Mundial. Después ingresó en la Universidad Carnegie Mellon, en Pittsburgh, Pennsylvania, donde estudió arte dramático, mudándose a la ciudad de Nueva York para dedicarse a la actuación. En ese momento decidió utilizar el nombre artístico de Grant Sullivan, y actuó en el circuito de Broadway antes de dedicarse a la televisión. 
Para su papel en la serie Pony Express, Sullivan se entrenó como jinete bajo la tutela del actor y extra Boyd Morgan. Pero antes de actuar en la serie trabajó en otras producciones como Captain Video and His Video Rangers, Robert Montgomery Presents, 77 Sunset Strip, y el show protagonizado por Ray Milland Markham. Una vez finalizada Pony Express, actuó en 1961 en dos episodios de la serie western de Dale Robertson Tales of Wells Fargo, "The Diamond Dude" y "Death Raffle." En 1965 fue artista invitado en la serie de Robert Culp I Spy, emitida por la NBC. En 1966 participó en el show de Jim Nabors Gomer Pyle, USMC, y en 1967 encarnó a un alienígena en "Kidnapped in Space" un episodio de la serie de CBS Perdidos en el espacio.
Sullivan abandonó la actuación a principios de los años 1970, dedicándose al negocio inmobiliario, trabajando hasta su retiro para las empresas Mission Viejo Company y Great Western Real Estate.
Grant Sullivan falleció a causa de un cáncer en su domicilio en Laguna Beach, California, el 31 de mayo de  2011, a los 86 años de edad. Le sobrevivió su esposa, Valedia Sullivan, con la que se había casado 42 años antes.